# Музей на тютюна (Прилеп)
Музеят на тютюна (на македонска литературна норма: Музеј за тутун) е музей, разположен в град Прилеп, Република Македония. Музеят е част от Института за защита на паметниците на културата и музей – Прилеп.

## История
Музеят е създаден в 1973 година по предложение на тютюневата индустрия във Федерална Югославия и с решение на предприятието „Юготютюн“ в Скопие. Съгласно решението, Народният музей – Прилеп започва да събира предмети за употреба и обработка на тютюн, документация и художествени произведения, свързани с тютюна. Музеят е организиран от директора на Народния музей Бошко Бабич, а поводът е 100 години от тютюнопроизводството в Прилеп. В 1979 година работите по развитието на Музея на тютюна са преустановени. В 1994 година в обновени помещения на Института е отворена постоянната изложба Музей на тютюн.

## Описание
Музеят излага над 750 експоната, по-голямата част от тях са луксозни и редки. Експонатите са закупувани от различни европейски страни, малка част са от Азия и Африка, а част са открити при археологически разкопки в Белград, Скопие, Битоля, Любляна, Фромбок и Варшава. Малка част са дарения. Най-старият експонат е от II век пр. Хр. – луличка за пушене на психотропни гъби, открита в Мариово.